# جورج لواندامينا
جورج لواندامينا (بالإنجليزية: George Lwandamina)‏ (5 أغسطس 1963 في زامبيا - ) هو مدرب كرة قدم ولاعب كرة قدم زامبي في مركز الدفاع.

## وصلات خارجية
- جورج لواندامينا على موقع قاعدة بيانات كرة القدم.إي يو (الإنجليزية)